# Villa Rocca Matilde
La Villa Rocca Matilde est une villa monumentale de Naples, située en bord de mer, au pied de la colline de Posillipo. 

## Histoire
La villa se dresse sur les restes du palais du XVIIe siècle d'Orazio d'Acunto. Le premier propriétaire fut l'anglaise Luisa Dillon, qui a acquis la propriété en 1842 et a donné à la villa le nom de sa fille: «Rocca Matilde» («la Forteresse de Mathilde»). Par la suite, la villa est passée à un autre britannique, George Wightwick Rendel, qui a effectué d'importants travaux de restauration du complexe, lui donnant son aspect actuel.
Au mois de mars 1882, il fut l'hôte de l'illustre Giuseppe Garibaldi et de sa famille.
Au cours du XXe siècle, la villa est encore allée à un autre anglo-saxon : l'armateur William Peirce, d'origine irlandaise, qui a réalisé des embellissements dans le mobilier et les décorations. Le dernier propriétaire fut l'armateur Achille Lauro, de qui le bâtiment tire son surnom populaire (Villa Lauro). 
Abandonnée par la suite, elle a été restaurée par une société privée qui en est propriétaire.